# Aussegnung (Trauerritus)
Die Aussegnung bezeichnet in der evangelischen Liturgie eine Andacht, bei der der Sterbende oder der Verstorbene noch einmal gesegnet wird. Früher und regional kam und kommt auch die Bezeichnung Einsegnung vor. Sie war von ihrem Ursprung her der erste von drei Teilen der kirchlichen Bestattung, wenn die Bestattung bald nach dem Tod vorgenommen wurde. Jedoch ist die Aussegnung heute, sofern sie stattfindet, davon zeitlich entkoppelt. Die Eröffnung der früher üblichen dreiteiligen evangelischen Bestattung im Trauerhaus wird nur noch selten durchgeführt und wenn, dann meist in ländlichen Gegenden.
Der Aussegnung entspricht in der römisch-katholischen Kirche eine „Verabschiedung“ im Sterbehaus vor der Überführung des Toten zur Aufbahrung, ein kurzer Gebetsgottesdienst, der regional auch „Aussegnung“ genannt wird.
Die Aussegnungsfeier findet im Sterbezimmer statt, im Krankenhaus, Hospiz oder Altenheim auch in einem gesonderten Aufbahrungsraum. Je nach Möglichkeit kann der Raum mit einem Kreuz und einer Kerze gottesdienstlich gestaltet werden.

## Evangelische Aussegnung
Die Andacht wird in der Regel von einem Pfarrer geleitet. Sie kann aber auch von einem Kirchenvorsteher, einem Gemeindeglied oder einem Angehörigen geleitet werden, der sich dafür an Vorschlägen aus dem Evangelischen Gesangbuch orientieren kann. Im Altenheim wird häufig dem Pflegepersonal und den Mitbewohnern die Möglichkeit zur Verabschiedung gegeben, bevor der Sarg die Pflegeeinrichtung verlässt.
Die Aussegnung am Bett eines Sterbenden vor Eintritt des Todes kann aus folgenden Elementen bestehen:
- Psalm
- Vater unser
- Abschiedssegen über dem Sterbenden
- [Lied]

Nach dem Tod kann die Andacht dann die folgende Form annehmen:
- Friedensgruß
- Biblisches Votum
- Gebet
- Valetsegen (Abschiedssegen)
- Lesung aus der Bibel
- [Stille oder kurze persönliche Worte des Zuspruchs]
- Abschied
- Vater unser
- Segen über allen Anwesenden

Je nach Möglichkeit kann zu Beginn, am Schluss oder an einer anderen passenden Stelle ein Lied gesungen werden.
Der Abschiedssegen kann der Aaronitische Segen oder ein anderer Segen sein. Ein verbreiteter Valet- oder Abschiedssegen lautet:
„Es segne dich Gott, der Vater, 
der dich nach seinem Bild geschaffen hat. 
Es segne dich Gott, der Sohn, 
der dich durch sein Leiden und Sterben erlöst hat. 
Es segne dich Gott, der Heilige Geist, 
der dich zum Glauben gerufen und geheiligt hat. 
Gott, der Vater und der Sohn und der Heilige Geist 
geleite dich durch das Dunkel des Todes. 
Er sei dir gnädig im Gericht 
und gebe dir Frieden und ewiges Leben. Amen.“
In Ostfriesland ist die Sitte der „Einsargung“ noch verbreitet, die am Abend des Sterbetages oder am folgenden Tag in der Friedhofskapelle oder in der Leichenhalle stattfindet und in der Angehörige, Nachbarn und Freunde in einer kurzen Andacht Abschied nehmen.

## Katholische Verabschiedung
Der kurze Gottesdienst kann von einem Priester oder einem Laien geleitet werden. Mancherorts ist es üblich, den Leichnam oder den Sarg mit Weihwasser zu besprengen. Der Ablauf kann wie folgt sein:
- Begrüßung und Eröffnung (Kreuzzeichen, Grußformel, Schriftwort oder frei formuliert)
- Psalmengebet (Psalm 121 oder ein anderer Psalm)
- Kyrie-Rufe
- Vater unser
- Schlussgebet, Segensgebet (Priester)

Für die Gebete unmittelbar vor und nach dem Sterben siehe: Kirchliche Sterbegebete.